# Serica elmontea
Serica elmontea är en skalbaggsart som beskrevs av Saylor 1939. Serica elmontea ingår i släktet Serica och familjen Melolonthidae. Inga underarter finns listade i Catalogue of Life.